# Javier Palacios
Javier Palacios Ruhmann (* 1925; † 25. Juni 2006 in Viña del Mar) war ein chilenischer Generalmajor, der beim Militärputsches vom 11. September 1973 die Panzertruppen bei der Eroberung des Präsidentenpalastes La Moneda kommandierte und nach der Eroberung des Palastes den Leichnam von Staatspräsident Salvador Allende fand. Er war während der Militärdiktatur unter General Augusto Pinochet unter anderem Vizepräsident der Wirtschaftsförderungsbehörde CORFO (Corporación de Fomento de la Producción) war.

## Leben

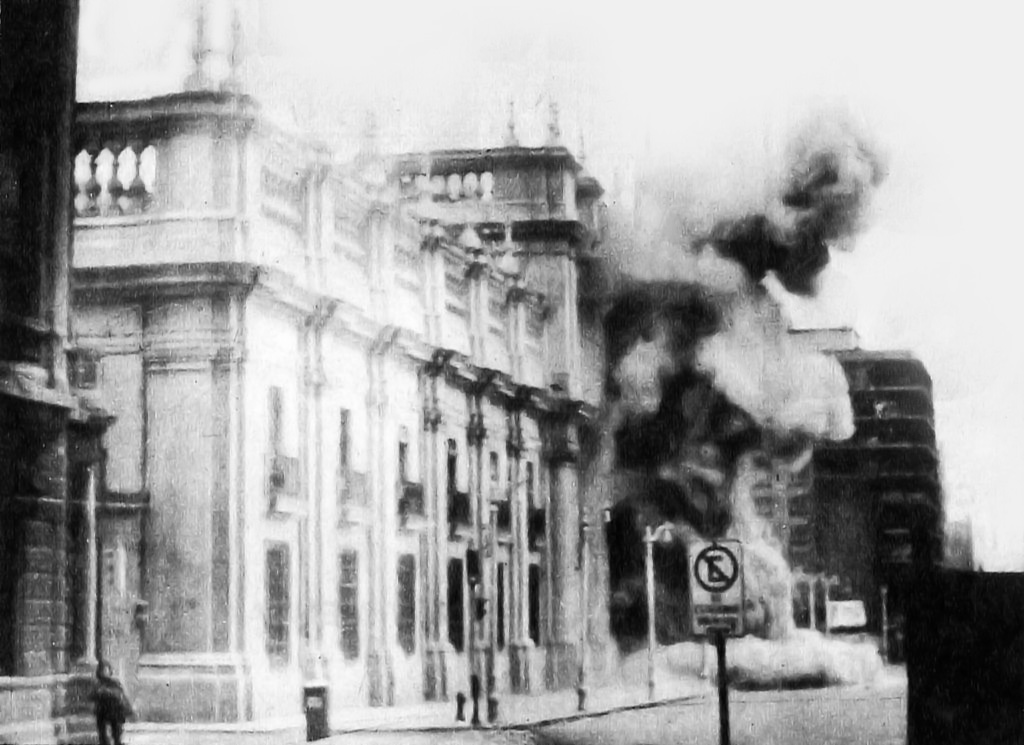
Während des Militärputsches am 11. September 1973 war Palacios Kommandeur der Panzertruppen, die den Präsidentenpalast La Moneda belagerten

Palacios trat nach dem Schulbesuch 1941 in das Heer (Ejército de Chile) ein und absolvierte dort eine Ausbildung zum Offizier der Infanterie. Nachdem er eine Professur an der Kriegsakademie (Academia de Guerra) innegehabt hatte, besuchte er in den Jahren 1963 bis 1964 einen Generalstabslehrgang an der School of the Americas in Fort Benning in den USA. Er war 1968 zeitweilige stellvertretender Privatsekretär von Verteidigungsminister Juan de Dios Carmona und danach zwei Mal Kommandeur des Regiments 2 Maipo in Valparaíso. 1972 wurde er Direktor des Geheimdienstes des Heeres (Inteligencia del Ejército) und 1973 Militärattaché an der Botschaft in der Bundesrepublik Deutschland.
Am Tag des Militärputsches vom 11. September 1973 erhielt Palacios vom Befehlshaber des Heeres, General Augusto Pinochet, den Auftrag, mit Panzern der Präsidentenpalast La Moneda zu umzingeln und abzuriegeln. Am Morgen dieses Tages erschien er beim Panzerregiment 2 und weihte deren Offiziere in die Umsturzpläne und den Auftrag zur Belagerung von La Moneda ein. Daraufhin bestieg er einen der Panzer und befahl den Soldaten, ihm zu folgen. General Palacios belagerte den Präsidentenpalast zusammen mit Offizieren und Soldaten der Infanterieschule (Escuela de Infantería) in San Bernardo, darunter auch Leutnant Armando Fernández Larios. Ein anderer war der Heeresoffizier Rafael González, der sich laut dem Journalisten Hernán Millas wie folgt beteiligte:
„Im September 1975 flüchtete Rafael González zusammen mit seiner Ehefrau und seinem fünfjährigen Sohn in die Botschaft von Italien in Santiago de Chile und beantragte dort politisches Asyl. Er war 23 Jahre lang Offizier beim Militärgeheimdienst SIM (Servicio de Inteligencia Militar). Er verbrachte mehr als sechs Jahre in der Botschaft, ehe die Militärjunta seiner Ausreise zustimmte. Er hatte zugegeben, an dem Überfall auf La Moneda beteiligt gewesen zu sein, und fand dort den Leichnam von Allende. Diesem widmete er aber keine Aufmerksamkeit, da er einen anderen Auftrag hatte: die Sicherstellung von Karteien und Dokumenten, die er zum Verteidigungsministerium bringen sollte.“
‚En septiembre de 1975, Rafael González se asila con su mujer y un hijo de cinco años en la embajada de Italia en Santiago. Durante 23 años trabajó en el Servicio de Inteligencia Militar, SIM. Su permanencia se prolongó por más de seis años, porque el gobierno militar se negaba a autorizar su salida del país... El admite que participó en el asalto de La Moneda, que vio el cadáver de Allende. Escasa atención le dio, pues su misión era otra: revisar cajones y recoger documentos para llevarlos al Ministerio de Defensa.‘
General Palacios fand gemeinsam mit Doktor Patricio Guijón Klein den Leichnam Salvador Allendes ebenfalls im Saal der Unabhängigkeit (Sala Independencia) im zweiten Stock von La Moneda. Dort ordnete er die Untersuchung des Leichnams durch den Arzt an. Nach der Eroberung des Palastes informierte Palacios General Sergio Ñuño Bawden mit den Worten „Mission erfüllt. Moneda genommen“ (‚Misión cumplida. Moneda tomada‘). Einige Momente später rief er Ñuño erneut an und informierte diesen über das Auffinden des Leichnams von Allende. Daraufhin befahl er einer Mordkommission, die Umstände des Todes des Präsidenten zu untersuchen, sowie den Leichnam anschließend mit einem bunten Tuch zu bedecken und an das Militärkrankenhaus zu übergeben. Demnach soll Präsident Allende mit einem Sturmgewehr vom Typ Kalaschnikow Selbstmord begangen haben.
Sechs Monate nach dem Putsch wurde Palacios im März 1974 zum Vizepräsidenten der Wirtschaftsförderungsbehörde CORFO (Corporación de Fomento de la Producción) ernannt und behielt diese Funktion bis April 1975. Nach seinem Ausscheiden aus dem aktiven Militärdienst wurde er 1977 Generalvertreter der CORFO in New York City.
Palacios befindet sich auf einer Liste mit den Namen von 60 Personen, die der spanische Untersuchungsrichter Baltazar Garzón 1999 veröffentlicht hatte. Diese Personen werden mit Haftbefehlen gesucht, um vor spanischen Gerichten Prozesse wegen Verbrechen gegen die Menschlichkeit zu führen.
Palacios, der verheiratet und Vater einer Tochter war, starb an den Folgen eines Herzinfarkts.